# Валькирия (приток Эвая)
Валькирия — река (по другим данным — ручей) в России, протекает на острове Сахалин по Ногликскому району Сахалинской области. Длина реки — 16 км. Площадь водосборного бассейна — 69,8 км².
Начинается восточнее гор Междуречная (247,5 м) и Водораздельная (253 м). Течёт в общем восточном направлении по невысоким горам, поросшим лиственнично-пихтовым лесом. Впадает в Эвай слева на расстоянии 98 км от его устья на высоте 53,2 м над уровнем моря.
Основные притоки — Сорокин (лв.), Малая Валькирия (пр.) и Лига (лв.).

## Данные водного реестра
По данным государственного водного реестра России относится к Амурскому бассейновому округу, речной бассейн — бассейны рек острова Сахалин, водохозяйственный участок реки — водные объекты острова Сахалин без бассейна реки Сусуя.
Код объекта в государственном водном реестре — 20050000212218300000668.